# Phytomyza kalopanacis
Phytomyza kalopanacis är en tvåvingeart som beskrevs av Hiroaki Iwasaki 1997. Phytomyza kalopanacis ingår i släktet Phytomyza och familjen minerarflugor. Inga underarter finns listade i Catalogue of Life.